# نيك هاربر
نيك هاربر (بالإنجليزية: Nick Harper)‏ هو محامي وسياسي أمريكي، ولد في 1979. حزبياً، نشط في الحزب الديمقراطي.